# Clubiona minuscula
Clubiona minuscula är en spindelart som beskrevs av Hercule Nicolet 1849. Clubiona minuscula ingår i släktet Clubiona och familjen säckspindlar. Inga underarter finns listade i Catalogue of Life.